# Robert Kellner
Robert Kellner (30. července 1922 Budapešť, Maďarsko – 15. listopadu 1992) byl český dokumentární fotograf. Zachytil působení českých vojáků v britské armádě během druhé světové války v severní Africe. Jeho snímky byly po válce publikovány v knize Naši v poušti.

## Publikace
- KELLNER, Robert; BECK, Rudolf; MURDOCH, František. Naši v poušti. Praha: Naše vojsko, 1946.